# معضوضة ملساء الثمار
معضوضة ملساء الثمار (الاسم العلمي:Momordica leiocarpa) هي نوع من النباتات تتبع جنس المعضوضة من الفصيلة القرعية.